# Pardosa karagonis
Pardosa karagonis este o specie de păianjeni din genul Pardosa, familia Lycosidae. A fost descrisă pentru prima dată de Strand, 1913. Conține o singură subspecie: P. k. nivicola.